# Ахмад (маї Борну)
Ахмад I (*д/н —1810) — 36-й маї (володар) і султан Борну в 1793—1808 роках.

## Життєпис
Походив з Другої династії Сейфуа. Син маї Алі III. Замолоду уславився як високоосвіченна людина. 1793 року після смерті батька посів трон. Мав гарну вдачу, але не міг протистояти нападам кочівників та повстанням. Разом з тим господарства в Борну постраждали внаслідок епідемії чуми.
Більшу небезпеку викликав джихад фульбе на чолі із Усманом дан Фодіо. Останній доволі швидко підкорив більшість хауських держав. 1807 року Ахмад I вирішив втрутитися на боці поваленої династії Даура з султанату Кано. Це дало привід дан Фодіо атакувати Борну. Війська останньої зазнали поразки, внаслідок чого 1808 року столицю Борну — Нгазаргаму — було захоплено й пограбовано. Через декілька місяців Ахмад I зрікся трону на користь сина Дунами IX. Помер 1810 року.